# Resistencia danesa

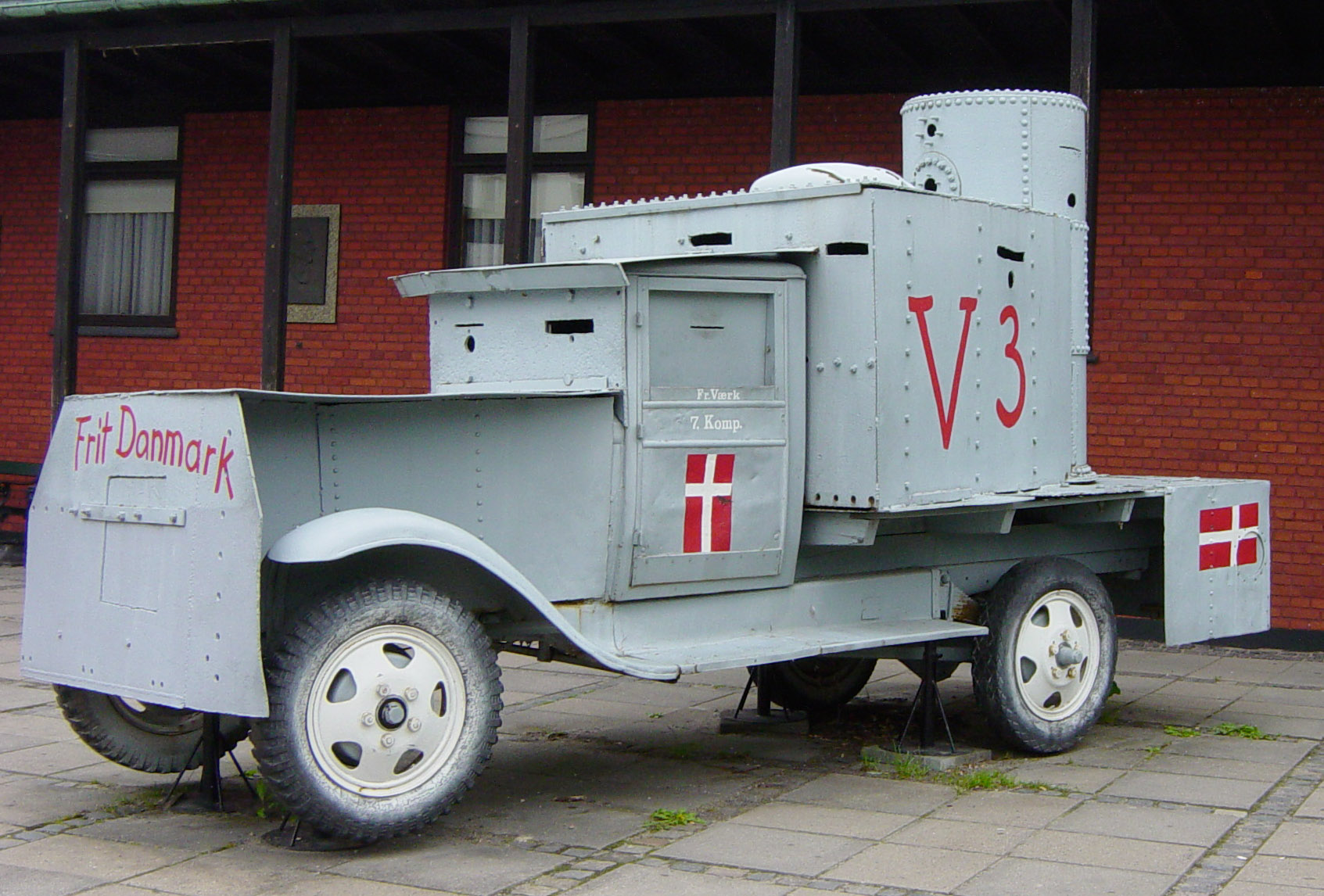
Tanque utilizado por la resistencia danesa en el exterior del Museo de la Resistencia Danesa en Copenhague

La Resistencia danesa fue un movimiento insurgente para resistir la ocupación nazi de Dinamarca durante la Segunda Guerra Mundial. El movimiento tardó en desarrollarse debido a los términos de la invasión pero hacia 1943 se registraron importantes eventos de espionaje, publicaciones ilegales y sabotajes.

## La resistencia no-violenta: 1940-1943
Después de la Operación Weserübung del 9 de abril de 1940, la ocupación nazi y el gobierno alemán dieron a los daneses regalos y dinero para convertirlos en el "protectorado modelo". La monarquía y las autoridades electas permanecieron en el poder, apoyando a los nazis, sin que los ciudadanos participaran en movimientos de resistencia como en Noruega, Francia o Polonia. Fuera de la censura, prohibiciones y cambios pequeños, la vida siguió normalmente durante los primeros años de la guerra. 
El 22 de junio de 1941, el Partido Comunista fue prohibido. Después de la Operación Barbarroja comenzaron a aparecer los primeros grupos organizados de resistencia. Se publicó el periódico clandestino Land og Folk ("Patria y Pueblo") con una tirada de 12 000 ejemplares diarios.
Las células clandestinas más importantes eran los Hvidsten y el Holger Danske.

## Resistencia violenta: 1943-final

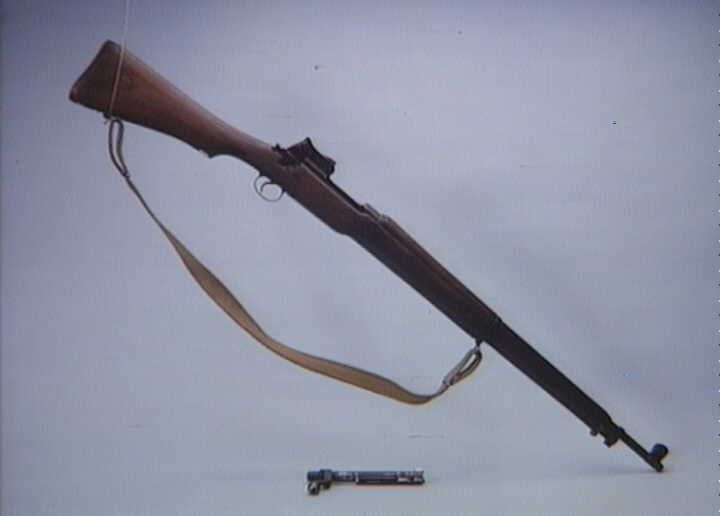
Fusil estadounidense, cal.30, M1917 utilizado por el grupo de resistencia en Haslev.

Los actos de violencia y sabotaje se incrementaron hacia 1943 tanto que las fuerzas alemanas tomaron el control, lo que provocó incidentes con las autoridades danesas. En septiembre se creó el Consejo Libertario Danés para centralizar las diversas organizaciones siendo incluso reconocido por las fuerzas aliadas, que empezaron a tomar en cuenta los esfuerzos de resistencia, hasta el momento no tomados demasiado en cuenta.
Debido a preocupaciones por los prisioneros encarcelados por la Gestapo en el Shellhus de Copenhague, la resistencia solicitó la ayuda de la RAF para destruir los archivos y eventualmente liberarlos. La Operación Cartago logró destruir los archivos y liberar a 18 prisioneros, pero el coste fue alto: 125 ciudadanos incluyendo 86 niños de una escuela vecina.
En 1943, el movimiento rescató a 7000 judíos que estaban a punto de ser deportados y los envió a Suecia. Por ello los miembros de la Resistencia danesa fueron posteriormente incluidos entre los Justos entre las Naciones.
Hacia el final de la guerra más de 850 miembros habían sido ejecutados en prisión, en campos de concentración o fueron muertos en combate. El Museo Nacional de Dinamarca mantiene un sitio en línea al respecto.

## Miembros prominentes
- Christer Lyst Hansen
- Mogens Fog
- Flemming Muus
- Niels Eberhard Petersen
- Monica Wichfeld
- Ove Kampman
- Anton Poul Andersen
- Poul Kristian Brandt Rehberg
- Poul Bruun
- Marius Fiil
- Niels Fiil
- Jørgen Kieler
- Thomas Sneum
- Jørgen Haagen Schmith (Citronen)
- Bent Faurschou-Hviid (Flammen)
- John Christmas Møller
- Jorgen Strange Lorenzen

## En ficción
- Ken Follett - Hornet Flight, novela sobre el movimiento.

- Carol Matas: sus dos novelas Lisa y  Jesper presentan una versión novelada del movimiento.

- Flame and Citron, película de 2009 de Ole Christian Madsen con Thure Lindhardt y Mads Mikkelsen.